# Čtveřín
Čtveřín es un municipio situado en el distrito de Liberec, en la región de Liberec, República Checa. Tiene una población estimada, a principios del año 2022, de 582 habitantes.
Está ubicado al norte de la región, en la zona de los montes Jizera (Sudetes occidentales) y el río Jizera —un afluente derecho del río Elba—, y cerca de la frontera con Polonia y Alemania.